# Batalla d'Almenar
|  | Per a altres significats, vegeu «Batalla d'Almenar (1082)». |

La batalla d'Almenar es va lliurar el 27 de juliol de 1710 i les tropes del rei Carles III van vèncer les de Felip V.

## Antecedents
La campanya de 1710 fou la campanya més intensa de les que van tenir lloc a la Guerra de Successió. La iniciativa va canviar de bàndol en diverses ocasions, el que va provocar successives victòries i derrotes que van fer perillar la integritat tant de l'exèrcit borbònic com de l'austriacista i també la vida dels pretendents a la corona.

### Exèrcit borbònic
A l'inici de la campanya de 1710 l'exèrcit borbònic, establert a Lleida, estava compost per 58 batallons d'infanteria i 66 esquadrons de cavalleria. S'havia reforçat a partir de les tropes provinents del front d'Extremadura i a mitja campanya també es van reclutar 7.500 soldats de la zona flamenca, territori també governat pel monarca Felip, sota la premissa que havien de defensar el seu territori. Així, Felip disposà d'unes tropes superiors als anys anteriors concentrades especialment a Lleida i a la frontera portuguesa. Després d'algunes discussions, principalment amb el seu avi Lluís XIV de França, Felip va donar el comandament de l'exèrcit a l'espanyol Francisco del Castillo, marquès de Villadarias, i va nomenar Antonio de Amezaga comandant de la cavalleria.

### Exèrcit aliat
L'exèrcit del Rei Carles III estava força debilitat per les campanyes anteriors, especialment per la derrota a Almansa. Mentre l'exèrcit de Felip ja s'organitzava, el del Rei Carles III encara estava esperant reforços per tal d'iniciar la nova campanya, ja que era necessari reforçar la seva posició si es volia evitar la conquesta del territori català. Així doncs, l'emperador d'Àustria acceptà l'enviament d'uns 5.000 soldats des d'Itàlia que van significar un important reforç de les tropes així com de 1.000 reclutes holandesos. A més, va obtenir el necessari finançament de Suïssa per mantenir i pagar les tropes.
La comandància de les forces austriacistes estava en mans del mariscal Guido Starhemberg. Jeràrquicament, per sota seu, destacava el comandant de les forces angleses, James Stanhope, i el marquès Pierre de Belcastel, que comandava les forces holandeses.

### L'obertura de la campanya
El marquès de Villadarias va dirigir l'exèrcit cap al front de Catalunya passant per Saragossa el dia 21 d'abril i arribant pocs dies després a Lleida.
Felip V va iniciar la campanya sortint de Madrid el dia 3 de maig de 1710 i va arribar al campament de Lleida el dia 13 del mateix mes. Tot i que alguns comandants defensaven l'ocupació de territoris com Igualada, Calaf o Cervera, el rei tenia la intenció de conquerir la plaça forta de Balaguer, després de creuar el Segre per Lleida, i així va ser. La resposta aliada a aquests moviments borbònics va ser ràpida i eficaç. Guido von Starhemberg, comandant en cap de l'exèrcit austriacista, va reforçar la guarnició de Balaguer tot fent compresa entre Calaf, Igualada i Cervera, des d'on es podrien organitzar ràpides incursions per tal de desorganitzar el dispositiu de setge dels borbònics. Aquesta posició interceptava un possible moviment enemic cap a l'interior del territori català, permeten als aliats aprofitar qualsevol errada de Felip.
Les tropes borbòniques van trobar moltes dificultats i no van poder concloure el setge amb èxit. Amb motiu d'aquesta situació tan precària, el dia 18 es van retirar cap a la rodalia de Lleida.
Durant aquest període d'espera, ambdós exèrcits anaven creixent a través de l'ingrés de noves tropes a la vegada que el comandant de la cavalleria borbònica, Antonio Amézaga, aprofitava per fer incursions i combatre la irregular tropa dels aliats, composta en gran part per miquelets.

### Combats per Balaguer
Amb la baixada del riu, Villadarias va decidir repassar de nou el Segre, entre els dies 10 i 11 de juny. El monarca Felip intentava que els aliats s'arrisquessin a acceptar batalla i, per aquest motiu, les seves tropes s'anaren aproximant al campament aliat. En contraposició, els aliats tenien fortes discussions sobre com havien de fer front a les maniobres borbòniques, atès que el comandant Starhemberg, per exemple, veia arriscat un enfrontament decisiu entre els dos bàndols en aquesta fase de la campanya perquè els borbònics gaudien d'una important superioritat numèrica.
Finalment, els borbònics van decidir moure's cap a la zona d'Ivars d'Urgell amb la intenció de crear una amenaça important com per obligar els aliats a sortir de les seves posicions fortificades, tot i que aquest intent també va fracassar.
Un cop rastrejades les terres balaguerines, ambdós exèrcits van començar a debilitar-se a causa de la falta d'aliments i la mala higiene, que va provocar que els soldats fossin més vulnerables a les malalties i les epidèmies.

### Els aliats prenen la iniciativa

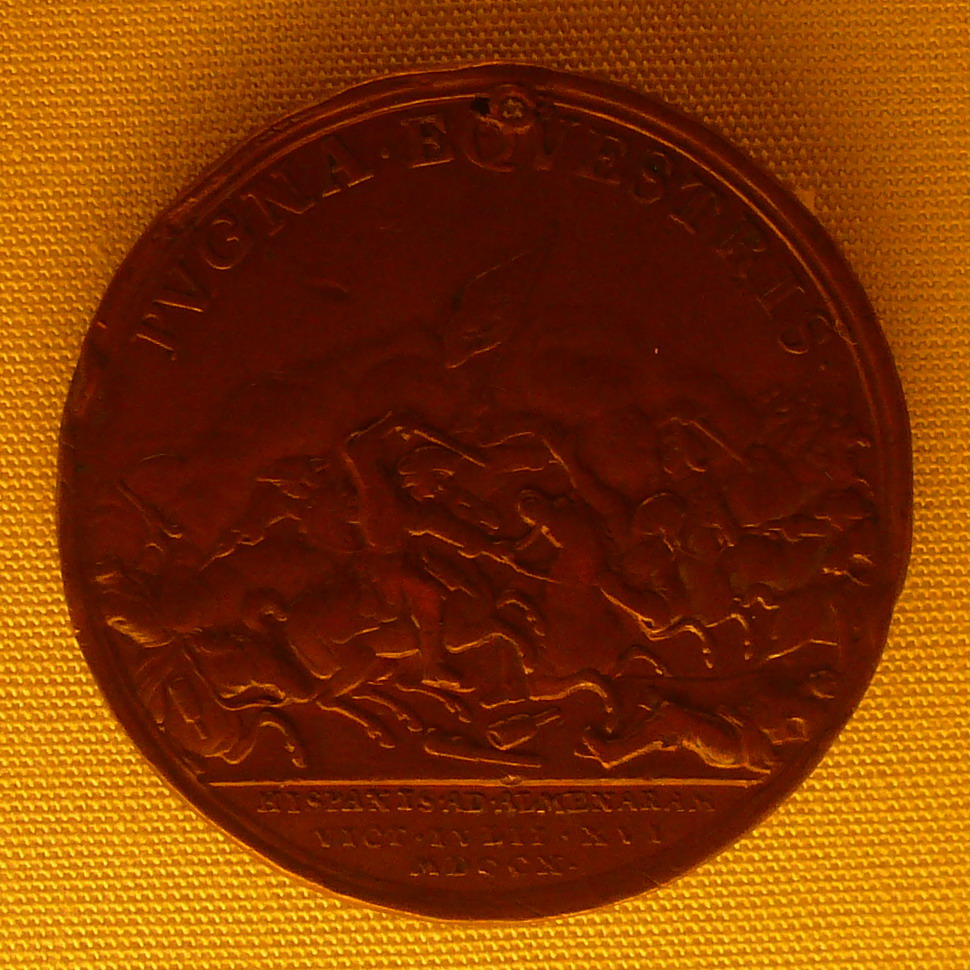
Medalla commemorativa de la batalla d'Almenar

A banda dels problemes que Villadarias estava tenint per ocupar Balaguer, l'exèrcit aliat estava aconseguint algunes victòries en altres escenaris. Els esforços de l'exèrcit borbònic a l'àmbit català, la situació precària en les terres balaguerines i les baixes dels soldats borbònics per malalties van significar que l'exèrcit aliat, per primera vegada, estigués a l'altura de l'exèrcit borbònic quant al nombre de tropes.
Tot i la fràgil situació que aparentment vivia l'exèrcit borbònic, el previsor Villadarias va decidir retirar-se cap a Lleida la nit del 25 al 26 de juliol, després de 40 dies de desgast en les terres de Balaguer.
Els aliats no volien deixar passar l'oportunitat que la retirada borbònica i els desitjats reforços els brindaven. Aquella mateixa nit van decidir fer una marxa forçada nocturna, intentant establir un cap de pont que els permetés travessar el riu sense oposició, tenint al seu abast tot l'Aragó.
Villadarias decidí enviar cap a Alfarràs una petita força per dissuadir qualsevol intent aliat de travessar el riu. Després, el comandant borbònic va decidir enviar la resta del seu exèrcit i, per tant, les seves forces es dirigien cap al nord en una ruta que portaria a ambdós exèrcits a una col·lisió en els territoris que envoltaven la població d'Almenar, probablement desconeixent ambdós comandants dels exèrcits enemics que es dirigien al mateix lloc. Aquest lloc és un altiplà que voreja per l'oest el riu Noguera Ribagorçana amb una alçada considerable i que actua de barrera a la frontera administrativa entre Catalunya i l'Aragó i que, a la vegada, controla la ruta del Noguera Ribagorçana d'Alfarràs fins a Lleida.

## Desenvolupament tàctic
La matinada del 27 de juliol els comandants borbònics van ser agafats per sorpresa, atès que no podien pensar que Carles estigués tan a prop de la seva situació. Quan l'exèrcit borbònic va arribar a Almenar, es trobà amb les forces que Stanhope havia dut a través del pont d'Alfarràs.
Després de passar el riu, va decidir pujar a l'altiplà que dominava la ruta, conegut com a Pla del Sas, ja que si avançava a través de la carretera cap al sud, vorejant el marge dret de la Noguera Ribagorçana, quedava exposat a un atac des de les altures per part de la força enemiga, i si feia la marxa a través d'aquesta altura, seria molt més fàcil detectar la presència de l'exèrcit borbònic.
La força d'infanteria borbònica es trobà al sud d'Almenar: Villadarias havia estat totalment superat per la rapidesa amb la qual Stanhope havia passat el riu, tot controlant les zones elevades del Sas. Villadarias, doncs, va ser sorprès per la rapidesa de la marxa aliada fins al punt de no poder desplegar completament les seves tropes en formació de batalla.
Veient la posició de debilitat de l'enemic, Stanhope va demanar a Carles i Starhemberg permís per atacar, però li fou negat. Aquesta negativa es produí quan els borbònics tenien desplegada tan sols la força del Duc de Sarno. L'exèrcit aliat tampoc havia arribat a Almenar i, per tant, qualsevol acció ofensiva podia ser molt arriscada.
Stanhope va desplaçar-se a on estavem el rei Carles i Starhemberg, amb la intenció d'obtenir el permís d'atacar dels seus superiors. L'atac era realment arriscat ja que les forces borbòniques a Fenollet eren molt superiors en nombre a la cavalleria aliada. Des de la posició de Stanhope, al Pla del Sas, no era possible veure el gruix de les forces de cavalleria que l'enemic estava reunint al pla de Fenollet. Stanhope no sabia que davant seu tenia més de 40 esquadrons de genets i va prendre la decisió d'atacar totalment a cegues sense saber exactament a què s'hauria d'enfrontar.
L'exèrcit borbònic, de manera il·lògica, no reaccionà a la presència dels enemics vora Almenar. La cavalleria borbònica tampoc carregà contra els genets de Stanhope, limitant-se a protegir el flanc esquerre de les columnes en marxa. Això donat que els principals comandants, Felip i Villadarias, que acompanyaven les columnes d'infanteria que avançaven lentament per la carretera que circulava per sota l'altiplà, no podien veure l'exèrcit aliat desplegant-se en una altura superior a la seva.
Finalment Starhemberg donà l'autorització al general Stanhope per atacar les forces borbòniques. La decisió d'atacar respon a dues causes. La primera és que Starhemberg tenia por que l'enemic se li escapés aprofitant la nit cap a una posició més forta, probablement a Lleida. La segona era el desplegament borbònic, que en ser tan tàcticament desfavorable convidava als aliats a aprofitar l'ocasió.
Al mateix temps que es donava l'ordre d'atac, Starhemberg i Carles van decidir donar suport a la càrrega establint una bateria de 14 canons en un turó que dominava les posicions enemigues.
Stanhope, que estava situat al pla del Sas, inicià la càrrega amb la cavalleria de l'ala esquerra formada en dues línies de batalla. Aquest avanç no es faria a galop, sinó més aviat amb un trot lent que permetés mantenir una mínima cohesió de les línies de genets.
Les avançades de l'enemic, observant aquest moviment, van retirar-se cap al gruix de la cavalleria situada al pla de Fenollet que estava formada també en dues línies. El contingut borbònic semblava superior en nombre que l'aliat.
Les distàncies indiquen que el foc de la brigada d'infanteria borbònica no podia afectar la marxa de la cavalleria de Stanhope, ja que estaven massa allunyats de les línies de genets perquè els seus trets fossin efectius.
Els genets borbònics no devien estar gaire preparats per a l'atac que se'ls hi venia a sobre. Per una banda la força aliada que va emprendre l'atac podia semblar massa reduïda per a carregar contra els més de 40 esquadrons enemics, per la qual cosa aquests probablement van arribar a l'errònia conclusió que era una finta per part de Starhemberg.
Per l'altra banda, cap a les 19 hores el sol s'estava ponent, i els càlculs demostren que aproximadament ho feia pel nord-oest del camp de batalla. Així, els rajos del sol farien difícil la correcta visió de la línia aliada des de la posició borbònica, i d'aquesta manera difícilment haurien pogut jutjar adequadament les intencions de Stanhope.
Finalment, cal recordar que els genets del bàndol borbònic havien restat en aquella posició la major part del dia, preparats per entrar en la batalla i a la sella de muntar i, per tant, aquesta situació passaria factura en l'estat físic de cavalls i genets.
Així, la falta d'una reacció borbònica a la càrrega de Stanhope pot ser deguda tant a la indecisió dels seus comandants superiors com a la condició física dels soldats després de la tensa i fatigosa espera de tot el dia.
Stanhope va reprendre la marxa després de reorganitzar la seva cavalleria, i arribant a uns 200 metres de l'enemic els genets van rebre l'ordre de carregar, passant del trot lent al trot ràpid tot intentant mantenir la formació compacta.
El xoc, ocorregut cap a les 19 hores, hauria de ser terrible, doncs prop de 6.000 soldats de cavalleria s'enfrontaren en un espai relativament reduït. Amézaga, el comandant de la cavalleria borbònica, acompanyava la primera línia de combat. Sembla que l'escomesa de la primera línia de cavalleria aliada no va aconseguir el seu objectiu, ja que incorporant els 20 esquadrons de reserva, Amézaga va evitar la desbandada de la seva línia inicial.
L'ala esquerra borbònica reculava mentre la resta de genets entraven en combat. El flanc dret borbònic va guanyar terreny als esquadrons anglesos mentre l'esquerre va ser derrotat definitivament.
La fulminant càrrega va trencar finalment els esquadrons de cavalleria borbònica, que van fugir deixant aïllada tant la infanteria d'Almenar com el gruix de l'exèrcit format en columnes sota Fenollet.
La càrrega aliada continuà, salvant les altures i perseguint als borbònics. Els genets, tant perseguidors com perseguits, van caure sense mirament sobre la infanteria, que de seguida es retirà totalment descontrolada cap a LLeida. La nit salvaria l'exèrcit borbònic de les pitjors conseqüències d'una persecució per part de la victoriosa cavalleria aliada.

## Conseqüències

### Retirada borbònica i final de l'acció
La nit va ser la salvadora de l'exèrcit borbònic, però Felip va poder mantenir la major part del seu exèrcit tornant a Lleida, mentre els aliats restaven amos del camp de batalla, establint allà mateix el campament per tal de passar la nit.
L'endemà es pronuncià una missa de Te Deum per tal de donar gràcies per la victòria aliada, que obria el pas cap a l'interior de la Península mentre salvava Catalunya de la projectada invasió borbònica. Així doncs, l'acció d'Almenar va deixar als borbònics a la defensiva, eliminant de cop i a un baix cost el perill d'invasió de Catalunya per part de Felip V.
Felip V aconseguí reunir 17.000 homes a Lleida, totalment desmoralitzats per la ràpida desfeta sobre Almenar.
Carles III, però, veient l'oportunitat d'endinsar-se en territori enemic, va decidir iniciar l'ofensiva aprofitant la caòtica situació de l'exèrcit borbònic malgrat la carència de provisions. Per tant, el dia 30 els aliats sortiren del campament a Almenar en direcció oest, arribant el 2 d'agost a la rodalia de Montsó.
Per la seva banda, Felip V, en una carta escrita des de Lleida el dia 29 de juliol, va cedir l'exèrcit al marquès de Bay, que s'havia distingit amb èxit en els combats a la frontera portuguesa encapçalant l'exèrcit d'Extremadura.
En aquesta precària situació, Felip V es veié forçat a marxar de Lleida amb el gruix de l'exèrcit, per temor que els aliats tallessin la seva línia de comunicacions amb Castella, que passava a través de l'Aragó, arribant a Saragossa el 17 d'agost, on esperava el marquès de Bay. Els espanyols van haver d'abandonar Catalunya i es van retirar a Saragossa, on es va lliurar la batalla de Saragossa el 20 d'agost que també fou guanyada pels austriacistes. A partir de llavors quedava obert el camí de Madrid, ciutat on entraren el 28 de setembre.
Després de la batalla, Castillo va perdre el comandament de l'exèrcit filipista, que va passar a Alexandre Maître de Bay.